# Andrena agilis
Andrena agilis är en biart som beskrevs av Smith 1879. Andrena agilis ingår i släktet sandbin, och familjen grävbin. Inga underarter finns listade i Catalogue of Life.